# No. 5 Bomber Group
Die bereits während des Ersten Weltkriegs bestehende 5. Bomber-Gruppe der Royal Air Force (engl.: No. 5 Group RAF) wurde zur bekanntesten Gruppe des RAF Bomber Command während des Zweiten Weltkriegs. Der Verband war unter anderem an der Bombardierung Dresdens in der Nacht vom 13. auf den 14. Februar 1945 beteiligt.

## Geschichte

### Erste Aufstellung
Bereits bei der Gründung der RAF am 1. April 1918 wurde eine Gruppe mit der Bezeichnung 5 Group Royal Air Force gebildet. Sie war auf beiden Seiten des Ärmelkanals um Dover und Dünkirchen stationiert und arbeitete mit der Dover Patrol der Royal Navy unter Roger Keyes bei der Bekämpfung der deutschen U-Boot-Basen in Flandern zusammen. Sie wurde nach dem Ende des Ersten Weltkrieges am 15. Mai 1919 wieder aufgelöst.

### Zweite Aufstellung
Im Vorfeld des Zweiten Weltkrieges wurde die „No. 5 Group“ am 1. September 1937 neu gebildet. Ihr Standort war Mildenhall, England. Das Hauptquartier wurde später nach St. Vincents bei Grantham, Lincolnshire, England verlegt. Im September 1939 wurde Air Commodore Arthur Harris Befehlshaber der 5. Gruppe. 1942 übernahm Harris den Oberbefehl des RAF Bomber Command. Die Gruppe verfügte während des Krieges über weitere Basen in Nordafrika und wurde in Tunesien und Italien eingesetzt. Im November 1943 verlegte das Gruppen-Hauptquartier nach Morton Hall in der Nähe von Swinderby in Lincolnshire.

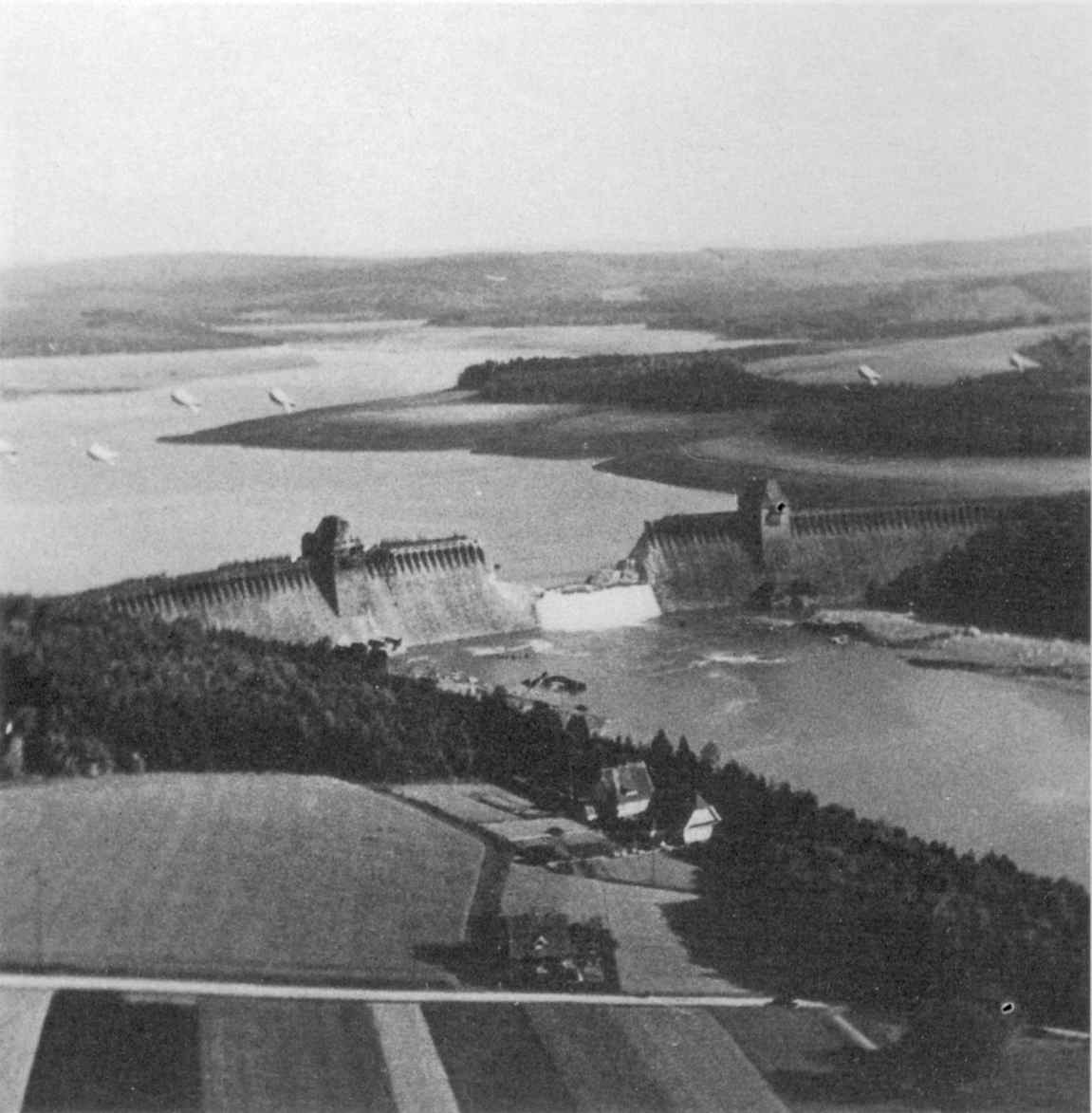
Möhnetalsperre nach der Operation Chastise, 1943

Die der 5. Bomber-Gruppe angehörenden Staffeln waren anfangs mit zweimotorigen Handley Page Hampden ausgerüstet. Sie wurden 1941 durch Avro Manchesters ersetzt. Die Gruppe spezialisierte sich anfänglich vor allem auf das Auslegen von Seeminen (Deckbezeichnung Gardening), daneben auch auf Spezialeinsätze mit exakter Zielpeilung sowie auf Tagangriffe in niedriger Höhe. Im März und im April 1941 führte die Gruppe Tagesangriffe auf die Hafenstadt Brest in der Bretagne durch und attackierte die beiden Schlachtschiffe Scharnhorst und Gneisenau. In der Nacht vom 12. auf 13. Oktober 1941 wurde Bremen bombardiert. Die Treffsicherheit der No. 5 Group zeigte sich bei der erfolgreichen Sprengung der Dammanlagen des Dortmund-Ems-Kanales, bei der Versenkung des Schlachtschiffs Tirpitz und des Schweren Kreuzers Lützow und bei der Zerstörung der Industriestadt Ludwigshafen am Rhein.
1942 wurde die Gruppe mit dem neuen Typ Avro Lancaster ausgerüstet. In ihrer ersten Operation legten sie Minen in der Bucht von Helgoland aus. Die Lancaster waren vor allem für Flächenbombardements vorgesehen. Ihr erster Großangriff auf deutsche Städte erfolgte im Mai 1942 in Köln (Operation Millennium). Gleichfalls wurde Genua und Mailand in Italien bombardiert. Im Ruhrgebiet wurden Kraftwerke außer Betrieb gesetzt, außerdem militärische Ziele in Belgien und Frankreich angegriffen. Am 16. Juli wurden in der Operation Chastise von einer Spezialeinheit die Möhnetalsperre und die Edertalsperre erfolgreich mit Rollbomben angegriffen. Die ebenfalls anusgeführten Angriffe auf die Sorpetalsperre und Ennepetalsperre blieben erfolglos. Im Juli 1944 wurden U-Boot-Bunker in Brest, Lorient und La Pallice bombardiert. Städte, die schwer beschädigt wurden, waren Wesel, Bielefeld, Danzig und Königsberg, das östlichste Ziel. Die beiden Angriffe auf Königsberg im August 1944 erfolgten unter Bruch der schwedischen Neutralität.
In der Nacht vom 13. auf den 14. Februar 1945 griff die Royal Air Force die bis dahin weitgehend verschont gebliebene Stadt Dresden in Kooperation mit der 8. US-Luftflotte mit großen Bomberverbänden an. Der erste Angriff erfolgte durch 235 viermotorige Lancasters und neun zweimotorige Mosquitos der 5. Bomber-Gruppe in der Zeit von 22:03 Uhr bis 22:28 Uhr. Der Angriff bezweckte im Wesentlichen die Inbrandsetzung der Dresdner Altstadt mit Stabbrandbomben. Dies führte zu einem bis dahin einmaligen, großflächigen und verheerenden Feuersturm. Dresden blieb im öffentlichen Gedenken das Symbol einer brutalen Bombardierung aus der Luft, ähnlich wie Nordhausen am Harz noch Anfang April 1945.
Am 28. März 1945 schlug Premier Winston Churchill vor, den Luftkrieg gegen deutsche Städte einzustellen. Die Bombardements gingen jedoch weiter und wurden nach wie vor als militärische Notwendigkeit gerechtfertigt.

## Wichtige Einsätze der 5. Bomber-Gruppe

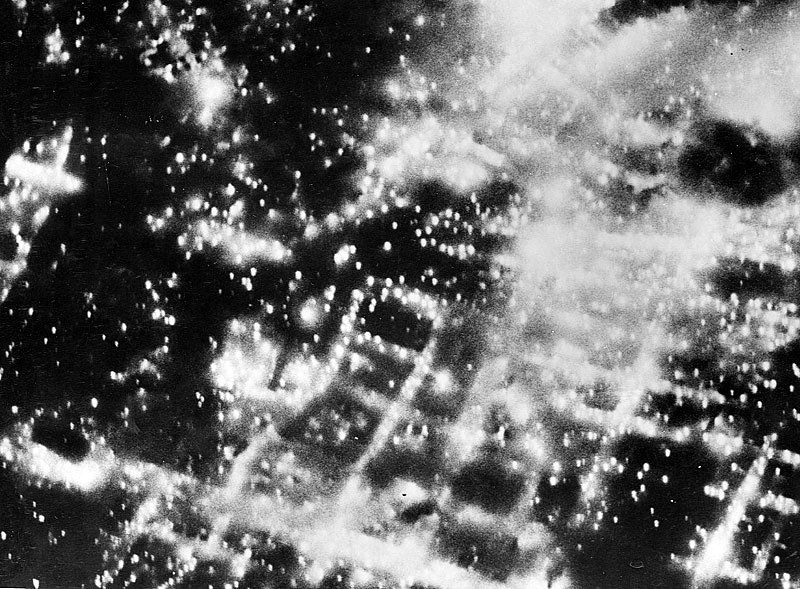
Das brennende Braunschweig in der Nacht des 15. Oktober 1944

- Operation Millennium, erster „Tausend-Bomber-Angriff“ auf Köln am 30. Mai 1942 (Beteiligung)
- Dam-Buster-Angriff auf die Talsperren der Möhne und der Eder am 17. März 1943 (alleinige Ausführung)
- Luftangriffe auf Königsberg in den Nächten 26./27. August und 29./30. August 1944
- Luftangriff auf Darmstadt in der Nacht vom 11. auf den 12. September 1944 (alleinige Ausführung)
- Luftangriff auf Braunschweig am 15. Oktober 1944 (alleinige Ausführung)
- Luftangriff auf Heilbronn am 4. Dezember 1944 (alleinige Ausführung)
- Luftangriff auf Dresden am 13. Februar 1945 (alleinige Ausführung des ersten Angriffs, nachts)
- Zerstörung des Eisenbahnviaduktes bei Schildesche am 14. März 1945 (alleinige Ausführung)
- Luftangriff auf Würzburg am 16. März 1945 (alleinige Ausführung)
- Luftangriff auf Nordhausen am 3. und 4. April 1945 (alleinige Ausführung), Tagesangriffe
- Luftangriff auf die Leunawerke am 4./5. April 1945 (alleinige Ausführung), nachts

## Commodores
Befehlshaber waren:

### 1918 und 1919
- 1. April 1918: Lieutenant Colonel F. C. Halahan
- Mai 1918: Brigadier-General C. L. Lambe

### 1937 bis 1945
- 17. August 1937: Air Commodore W. B. Callaway
- 11. September 1939: Air Vice-Marshal A. T. Harris
- 22. November 1940: Air Vice-Marshal N. H. Bottomley
- 12. Mai 1941: Air Vice-Marshal J. C. Slessor
- 25. April 1942: Air Vice-Marshal W. A. Coryton
- 28. Februar 1943: Air Vice-Marshal Ralph Cochrane
- 16. Januar 1945: Air Vice-Marshal H. A. Constantine